# (38025) 1998 QF
1998 QF (asteroide 38025) é um asteroide da cintura principal. Possui uma excentricidade de 0.09240490 e uma inclinação de 8.17604º.
Este asteroide foi descoberto no dia 17 de agosto de 1998 por Paul G. Comba em Prescott.